# Piamprato
Piamprato is een plaats (frazione) in de Italiaanse gemeente Valprato Soana.